# Cyathea manniana
Cyathea manniana är en ormbunkeart som beskrevs av William Jackson Hooker. Cyathea manniana ingår i släktet Cyathea och familjen Cyatheaceae. Inga underarter finns listade.